# Protolophozia elongata
Protolophozia elongata är en bladmossart som först beskrevs av Franz Stephani, och fick sitt nu gällande namn av Roman Nicolaevich Schljakov. Protolophozia elongata ingår i släktet Protolophozia och familjen Scapaniaceae. Inga underarter finns listade i Catalogue of Life.